# Кірікувалла
Кі́рікувалла (ест. Kirikuvalla küla) — село в Естонії, у волості Пуурмані повіту Йиґевамаа.

## Населення
Чисельність населення на 31 грудня 2011 року становила 30 осіб.

## Географія
Село Кірікувалла межує з північно-східною околицею селища Пуурмані. Через населений пункт тече річка Педья.
Поблизу села проходить автошлях 14180 (Пуурмані — Табівере).